# Giorgio Baldizzone
Giorgio Baldizzone (Asti, 27 mei 1946) is een Italiaans entomoloog. Zijn specialiteit zijn de Microlepidoptera en in het bijzonder de kokermotten (Coleophoridae).
In 2006 schreef hij samen met H. van der Wolf en J.F. Landry het boek World Catalogue of Insects 8, Coleophoridae, Coleophorinae (Lepidoptera).
- International Standard Name Identifier: 0000 0000 0249 5108
- Library of Congress Control Number: no95006760
- Nederlandse Thesaurus van Auteursnamen: 152156364
- ORCID: 0000-0001-8127-0843
- Système universitaire de documentation: 077508955
- Virtual International Authority File: 66764402